# Heiko R. Blum
Heiko Robert Blum (meist Heiko R. Blum; * 26. Oktober 1935 in Jena; † 27. März 2011 in Köln) war ein deutscher Filmkritiker und Autor.

## Leben
Heiko Robert Blum – sein zweiter Vorname ist eine Reminiszenz an seinen Ururgroßvater Robert Blum – wuchs in Würzburg auf, wo er nach dem Abitur ein Volontariat beim Würzburger Volksblatt absolvierte. Später folgte noch ein achtjähriges Medizinstudium unter anderem in Wien und Erlangen. Außerdem engagierte er sich an der Studentenbühne in Frankfurt am Main, wo er Sigrid Schmitt (1939–2018), seine künftige Frau, kennenlernte, und in der deutschen Filmclub-Bewegung.
Blum entschloss sich schließlich, journalistisch tätig zu sein und machte dabei seine Leidenschaft für den Film zum Beruf. Ab 1955 schrieb er als freiberuflicher Journalist für die Frankfurter Rundschau, die Süddeutsche Zeitung, Der Spiegel sowie für Hörfunk und Fernsehen, darunter den Hessischen Rundfunk, den WDR und das Schweizer Radio DRS. Mehr als 30 Jahre war Blum Filmkritiker der Rheinischen Post. Er war langjähriges Mitglied im Verband der deutschen Filmkritik (VdFk).
Mehrere Jahrzehnte lebte Heiko R. Blum mit seiner Frau Sigrid in Köln-Nippes. In Köln kam 1966 auch die gemeinsame Tochter Katharina Blum zur Welt.
Vornehmlich für die Reihe Heyne Filmbibliothek verfasste er – teils gemeinsam mit seiner Frau und Tochter sowie anderen Co-Autoren – Biografien über Götz George, Mario Adorf, Manfred Krug, Klaus Maria Brandauer, Senta Berger und Michel Piccoli. Heiko R. Blum ist zudem Schöpfer einer Reihe von Fernsehdokumentationen, darunter Spielen willst du ja alles – Götz George (1989) und Mario Adorf – von der Eifel in die weite Welt (1991/92).

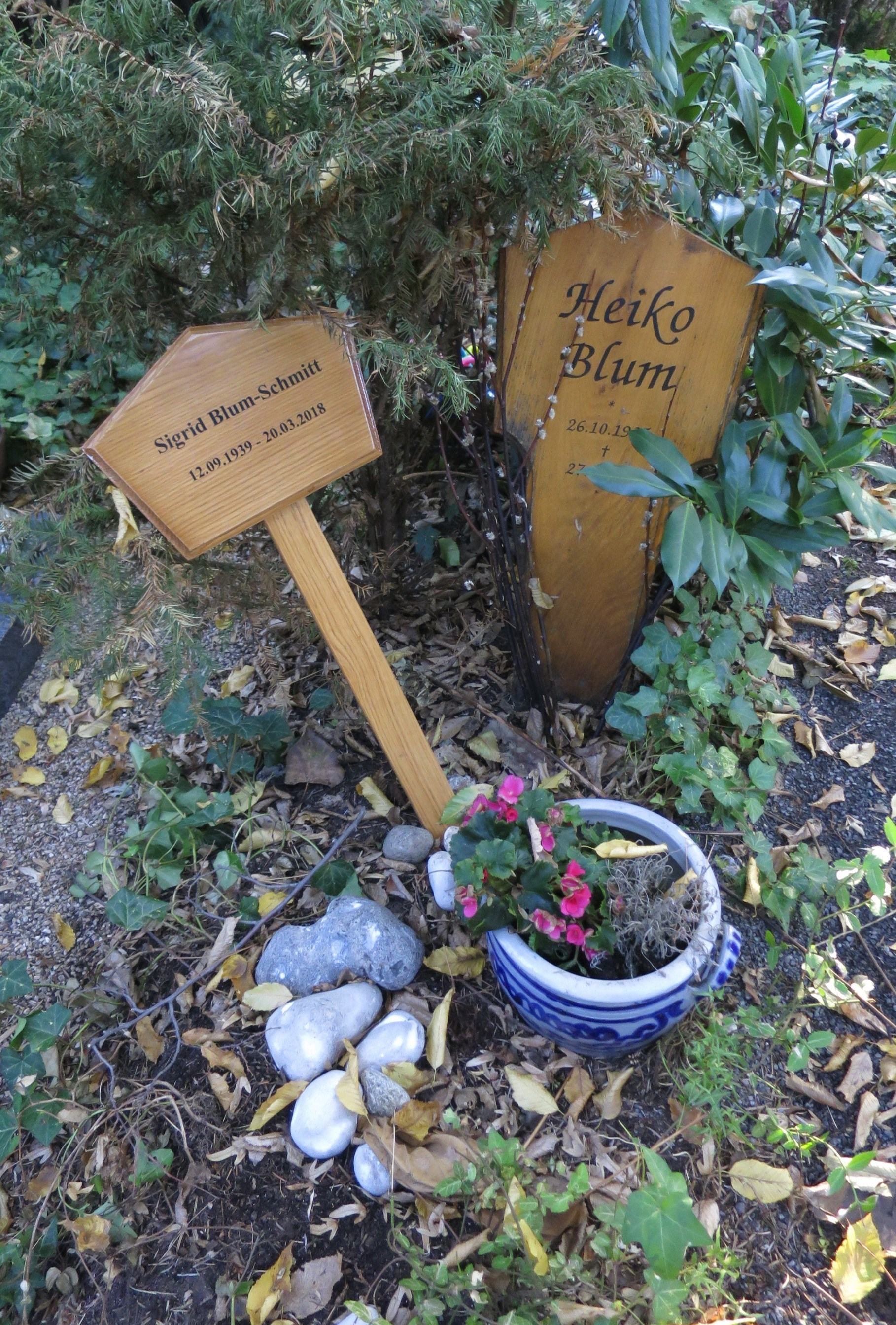
Grabstätte Blum (September 2018)

Jahrzehntelang betreute Blum das 1973 gegründete Internationale Filmwochenende Würzburg. Außerdem war er im Volkshochschulbereich auf bildungspolitischem Gebiet tätig und organisierte unter anderem die Wanderausstellung Jugend im Kino (1985 und 1995). Während des Berlinale-Empfangs 2004 stürzte er so unglücklich, dass er fortan auf den Rollstuhl angewiesen war.
Für seine Verdienste um den deutschen Film wurde der Journalist 2006 von der Filmstiftung Nordrhein-Westfalen und dem Hauptverband Deutscher Filmtheater mit dem Herbert-Strate-Preis ausgezeichnet.
Nach langer schwerer Krankheit starb Heiko R. Blum am 27. März 2011 im Alter von 75 Jahren in Köln. Seine letzte Ruhe fand er auf dem dortigen Melaten-Friedhof (Flur 34).
Seine umfangreiche Text- und Bildersammlung zu Kino und Film – darunter rund 150.000 Fotografien – war zunächst Teil des „Privaten Archivs für Filmkunde“, ging dann aber als Sammlung Heiko R. Blum in den Bestand des Filmmuseums Düsseldorf über.

## Schriften
- als Mitverfasser: Film in der DDR. (= Band 13 der Reihe Film). Hanser, München und Wien 1977 (ISBN 3-446-12453-5).
- Götz George. Seine Filme – sein Leben. (= Heyne-Filmbibliothek Nr. 103). Heyne, München 1989 (4., aktualisierte Auflage 1998 als Nr. 206 der Heyne-Filmbibliothek unter dem Titel Götz George – das liebenswerte Rauhbein, ISBN 3-453-08120-X).
- zusammen mit Meinolf Zurhorst: Mario Adorf. Seine Filme – sein Leben. (= Heyne-Filmbibliothek Nr. 176). Heyne, München 1992 (ISBN 3-453-05972-7).
- Michel Piccoli. Seine Filme – sein Leben. (= Heyne-Filmbibliothek Nr. 178). Heyne, München 1993 (ISBN 3-453-05974-3).
- Manfred Krug. Seine Filme – sein Leben. (= Heyne-Filmbibliothek Nr. 186). Heyne, München 1993 (ISBN 3-453-06549-2).
- zusammen mit Sigrid Schmitt et al.: Klaus Maria Brandauer – Schauspieler und Regisseur. (= Heyne-Filmbibliothek Nr. 235). Heyne, München 1996 (ISBN 3-453-09406-9).
- zusammen mit Katharina Blum und Sigrid Schmitt: Gesichter des neuen deutschen Films. Parthas, Berlin 1997 (1999 dann als Nr. 265 in der Heyne-Filmbibliothek, München; ISBN 3-453-14577-1).
- Senta Berger – mit Charme und Power. Heyne, München 2001 (ISBN 3-453-19442-X).
- Meine zweite Heimat Hollywood. Deutschsprachige Filmkünstler in den USA. Unter Mitarbeit von Sigrid Schmitt und Katharina Blum. Henschel, Berlin 2001 (ISBN 3-89487-401-5).
- Götz George. Beruf: Schauspieler. Unter Mitarbeit von Sigrid Schmitt. Henschel, Berlin 2003 (ISBN 3-89487-457-0).